# René Bousquet

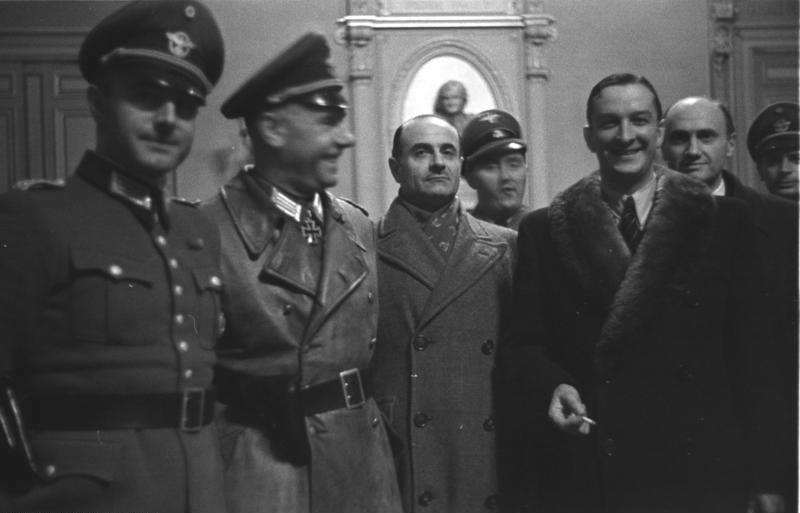
René Bousquet (rechts im Pelzmantel) am 23. Januar 1943 in Marseille bei einer Besprechung zur „Räumung“ des Hafenviertels und der dortigen Judendeportation, 2. v. l. SS-Sturmbannführer (oder besser Standartenführer) und Oberst der Polizei Bernhard Griese.

René Bousquet (* 11. Mai 1909 in Montauban; † 8. Juni 1993 in Paris) war vom 18. April 1942 bis 31. Dezember 1943 Generalsekretär der Polizei des Vichy-Regimes und an der Deportation der Juden in Frankreich an führender Stelle beteiligt.

## Leben
In seiner Jugend wurde Bousquet wegen der Rettung mehrerer Personen bei einer Überschwemmungskatastrophe im Jahr 1930 in Frankreich in die Ehrenlegion aufgenommen und arbeitete bereits mit 22 Jahren im Innenministerium. In den folgenden Jahren war er mehrfach in hohen Verwaltungspositionen (Innenministerium, Landwirtschaftsministerium, Generalsekretär bzw. Präfekt in verschiedenen Departements) tätig und erhielt nach der Niederlage Frankreichs 1940 von der Vichy-Regierung Pierre Lavals am 18. April 1942 die leitende Position Secrétaire général de la police.
In dieser Funktion arbeitete er eng mit den Besatzungsbehörden und ab 1942 mit dem HSSPF Frankreich Carl Oberg zusammen. Sein Stellvertreter war Jean Leguay. Nach einem Treffen mit Reinhard Heydrich am 6. Mai 1942 in Paris nahm er ab Juni Verhandlungen über Fragen der Zusammenarbeit der französischen Polizei mit dem SS-General Carl Oberg auf. Nach dem auf die kollaborierende Polizei angewandten Prinzip der „preußischen Freiheit“ konnte René Bousquet weitgehend autonom agieren, sofern er versprach, die Feinde des Reiches (Juden, Kommunisten, Sozialisten und Widerstandskämpfer aller Parteien oder Glaubensrichtungen) zu bekämpfen. Im Juli 1942 organisierte Bousquet zusammen mit Helmut Knochen und Theodor Dannecker die Massenfestnahme von mehreren tausend Juden im Vélodrome d’Hiver.
Im Sommer 1942 bewilligte das Vichy-Regime auf Verlangen Nazideutschlands die Deportation von 10.000 ausländischen Juden und startete damit die Deportationen aus der Südzone. Am 26. August 1942 wurden 45 über 16-jährige jüdische Jugendliche und Angestellte des Kinderheimes Château de la Hille der Kinderhilfe des Schweizerischen Roten Kreuzes (SRK, Kh) (sowie einige aus dem SRK-Kinderheim Saint-Cergues-les-Voirons) von der französischen Polizei ins Internierungslager Le Vernet gebracht, von wo sie deportiert werden sollten. Der SRK-Delegierte Maurice Dubois konnte bei der Regierung in Vichy mit Hilfe der Schweizer Gesandtschaft die Einwilligung des Generalsekretärs der Polizei des Vichy-Regimes René Bousquet erwirken, dass alle verhafteten Personen wieder nach La Hille (und Saint-Cergues-les-Voirons) zurückkehren durften.
Ab dem 18. Mai 1945 war er im Gefängnis Fresnes inhaftiert. Für seine Kollaboration mit der deutschen Polizei und der SS wurde er nach dem Krieg im Jahr 1949 vor dem Haute Cour angeklagt und auf Grund mildernder Umstände zu fünf Jahren Aberkennung der politischen Bürgerrechte („dégradation nationale“) verurteilt. Seine Mitgliedschaft in der Ehrenlegion war zunächst aberkannt. Bousquet arbeitete in leitender Position bei der Banque de l’Indochine sowie bei verschiedenen Zeitungen. Im Januar 1958 wurde seine Strafe durch eine Amnestie aufgehoben, die Mitgliedschaft in der Ehrenlegion war ihm bereits 1957 wieder zuerkannt worden.
Nach der Amnestie wurde Bousquet wieder politisch aktiv und übte verschiedene Ämter in der Verwaltung von Departements sowie als Verwaltungsrat der französischen Fluggesellschaft UTA aus. Er unterstützte François Mitterrand und war auch persönlich mit ihm sowie weiteren hochrangigen Politikern bekannt.
Mitte der 1980er Jahre wurden weitere Details seiner Zusammenarbeit mit den deutschen Besatzungsbehörden bekannt und im Jahr 1989 brachte Serge Klarsfeld wegen der Deportation von 194 jüdischen Kindern eine Anklage wegen Verbrechen gegen die Menschlichkeit auf den Weg. Diese Anklage kam wegen verschiedener Verzögerungen auf dem Rechtsweg im Jahr 1991 vor Gericht. Daraufhin brach Mitterrand seinen freundschaftlichen Verkehr mit Bousquet ab. Da er mit dem Prozess um seinen eigenen Ruf fürchten musste, verschleppte er dessen Eröffnung. 1993 wurde Bousquet von Christian Didier an seinem Pariser Wohnort in der Avenue Raphaël 34 erschossen.

## Filme
- Marcel Ophüls: Das Haus nebenan – Chronik einer französischen Stadt im Kriege (Originaltitel: Le Chagrin et la Pitié). Dokumentarfilm, Frankreich/Schweiz, 1969
- Claude Chabrol: Das Auge von Vichy. Dokumentarfilm, Frankreich, 1993.
- Laurent Heynemann: Tödlicher Kompromiss (Originaltitel: René Bousquet ou le Grand Arrangement). Frankreich, Filmdrama, 2006, 99 Min., Hauptdarsteller Daniel Prévost.
- Roselyne Bosch: La Rafle, Dokumentation über das Rafle du Vélodrome d’Hiver (Juden-Razzia; deutscher Titel: Die Kinder von Paris). Frankreich, 2010.